# Poilhes
Poilhes is een gemeente in het Franse departement Hérault (regio Occitanie) en telt 478 inwoners (2004). De plaats maakt deel uit van het arrondissement Béziers.

## Geografie
De oppervlakte van Poilhes bedraagt 5,9 km², de bevolkingsdichtheid is 81,0 inwoners per km².

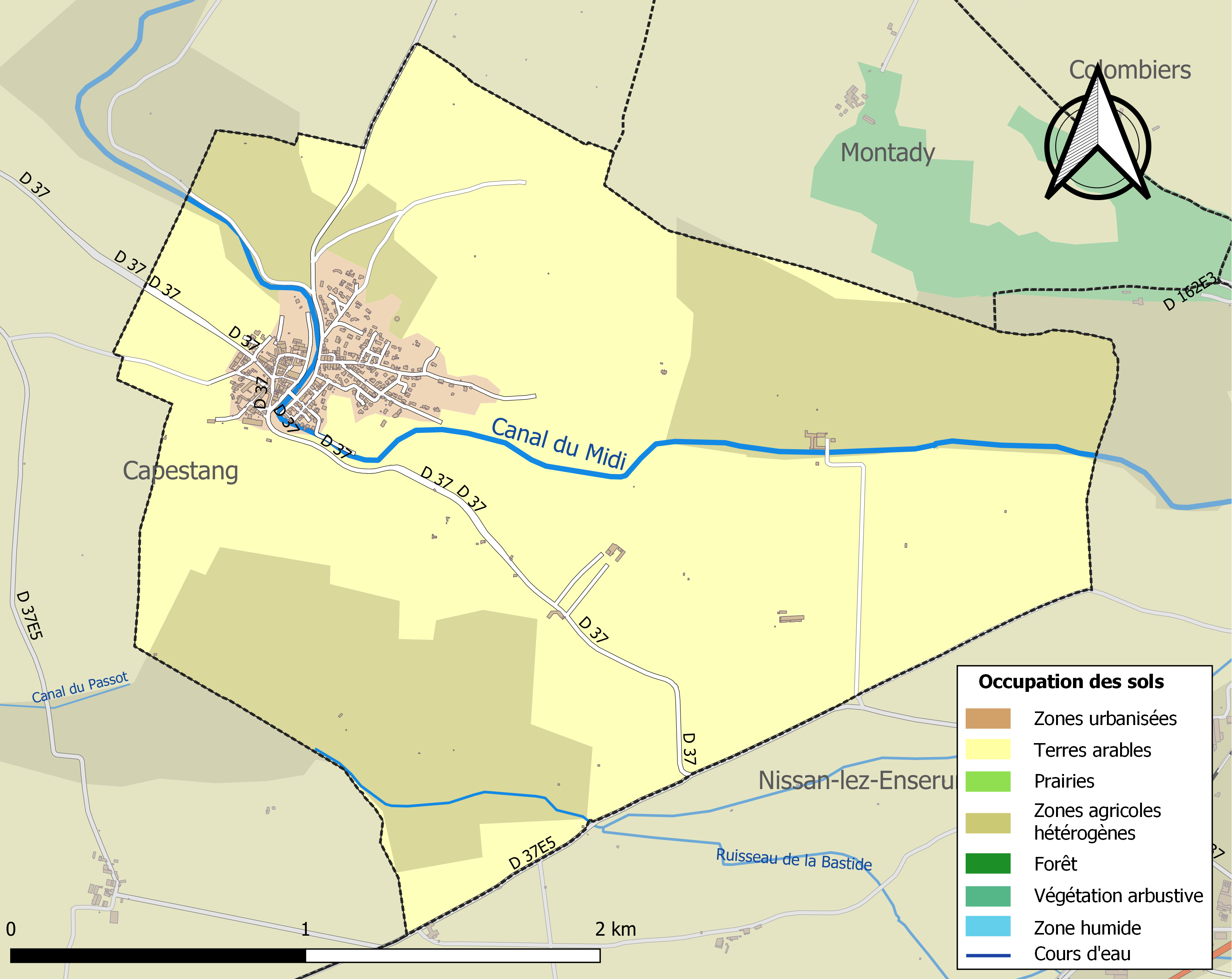
Kaart van de gemeente met de belangrijkste infrastructuur, bodemgebruik en omliggende gemeenten

]

## Demografie
Onderstaande figuur toont het verloop van het inwonertal (bron: INSEE-tellingen).